# Maslinjak (Murter)
Maslinjak je nenaseljeni otočić sjeverozapadno od Murtera na otoku Murteru.
Njegova površina iznosi 0,015 km². Dužina obalne crte iznosi 0,5 km.

## Vanjske poveznice
|  | Zajednički poslužitelj ima još gradiva o temi Maslinjak (Murter) |